# 305-й отдельный сапёрный батальон
305-й отдельный сапёрный батальон — воинское подразделение в вооружённых силах СССР во время Великой Отечественной войны.

## История
Сформирован в составе 24-го Латвийского территориального стрелкового корпуса в августе-сентябре 1940 года на базе Сапёрного полка Латвийской армии.
В составе действующей армии во время ВОВ с 22 июня 1941 по 15 февраля 1942 года.
На 22 июня 1941 года, вероятно, находился на строительстве оборонительных рубежей.
Очевидно, повторил боевой путь 24-го Латвийского территориального стрелкового корпуса

### Подчинение
| Дата            | Фронт (округ)         | Армия      | Корпус                 | Примечания |
| --------------- | --------------------- | ---------- | ---------------------- | ---------- |
| 22.06.1941 года | Северо-Западный фронт | 27-я армия | 24-й стрелковый корпус | -          |
| 01.07.1941 года | Северо-Западный фронт | 27-я армия | 24-й стрелковый корпус | -          |
| 10.07.1941 года | Северо-Западный фронт | 27-я армия | 24-й стрелковый корпус | -          |
| 01.08.1941 года | Северо-Западный фронт | 11-я армия | 24-й стрелковый корпус | -          |

## Командиры
- подполковник К.Констанс

## Другие инженерно-сапёрные формирования с тем же номером
- 305-й отдельный инженерный батальон
- 305-й отдельный инженерно-строительный батальон